# Spencer Abraham
Edward Spencer Abraham (East Lansing, Michigan, 12. lipnja 1952.), američki republikanski političar. 
Odrastao u obitelji libanonskih arapskih imigranata, Abraham je diplomirao pravo na Harvardu. Nakon toga je bio profesor prava na Pravnom fakultetu Thomas M. Colley. 
Od godine 1983. do 1990. bio je predsjednik Republikanske stranke u Michiganu. Godine 1990. postao je pomoćnikom potpredsjednika SAD Dana Quaylea. Od 1991. do 1993. bio je predsjednik Nacionalnog republikanskog kongresnog komiteta.
Godine 1995. Abraham je u Michiganu izabran za američki Senat. Tamo se istakao sa zakonodavstvom usmjerenim na reguliranje Interneta.
Godine 2000. ga je na izborima tijesno porazila demokratska protukandidatkinja Debbie Stabenow.
Umjesto toga ga je George W. Bush imenovao za ministar energetike u svojoj administraciji. Na dužnost je stupio 2001. godine, a 15. studenog 2004. najavio ostavku. S dužnosti je odstupio 1. veljače 2005. kada ju je preuzeo njegov nasljednik Samuel W. Bodman.2004. libanonski veleposlanik Farid Abboud dodijelio mu je Nacionalni red cedra.
Abraham danas radi kao član konzervativnog trusta mozgova poznatog kao Hooverov institut.